# Concursul Muzical Eurovision 2025
Concursul Muzical Eurovision 2025 a fost cea de-a 69-a ediție a Concursului Muzical Eurovision. Organizat de Uniunea Europeană de Radiodifuziune (EBU) și de radiodifuzor gazdă Swiss Broadcasting Corporation (SRG SSR), concursul s-a desfășurat în Basel, Elveția, în urma victoriei țării la ediția din 2024 cu piesa „The Code” de Nemo. Această ediție a fost câștigată de JJ, din Austria, cu piesa „Wasted Love”. Concursul a avut loc în St. Jakobshalle și a constat în două semifinale, pe 13 și 15 mai, și o finală pe 17 mai 2025.

## Locație

St. Jakobshalle, Basel – locul de desfășurare al concursului din 2025

Concursul din 2025 este programat să aibă loc în Basel, Elveția, după victoria țării la ediția din 2024 cu piesa „The Code”, interpretată de Nemo. Va fi pentru a treia oară când Elveția găzduiește concursul, după ce a mai făcut asta pentru concursul inaugural din 1956 și pentru cel din 1989, desfășurate la Lugano și, respectiv, Lausanne. Jakobshalle, cu o capacitate de 12 400 de locuri, este o arenă situată la granița orașului Basel, pe teritoriul învecinat al municipalității Münchenstein, care servește ca loc de desfășurare pentru evenimente sportive și concerte.
Împreună cu concursul, Centrul de Congrese Basel va găzdui Eurovision Village, care va găzdui spectacole ale participanților și ale artiștilor locali, precum și proiecții ale spectacolelor live pentru publicul larg, și EuroClub, care va găzdui afterparty-urile oficiale și spectacolele private ale participanților. Jakob-Park va găzdui o proiecție a finalei și prestații ale participanților anteriori la Eurovision, intrarea fiind taxată pentru public. Strada Eurovision va fi amenajată la Steinenvorstadt.

### Faza de licitare
După victoria Elveției la concursul din 2024, autoritățile locale de la Geneva și-au exprimat interesul pentru a găzdui concursul din 2025 la Palexpo. În aceeași zi, șeful guvernului de la Basel și-a exprimat și interesul de a găzdui evenimentul din 2025. 
| Oraș   | Locul de desfășurare | Note                                                                                | Referințe |
| ------ | -------------------- | ----------------------------------------------------------------------------------- | --------- |
| Basel  | N/A                  | Nu s-a numit încă un loc de licitație, dar și-a exprimat interesul pentru găzduire. |           |
| Geneva | Palexpo              | A găzduit semifinala Cupei Davis 2014 și Cupa Laver 2019.                           | [ 7 ]     |

## Țări participante
Eligibilitatea pentru participarea la Eurovision Song Contest necesită un radiodifuzor național cu statut de membru activ al EBU, capabil să primească concursul prin intermediul rețelei Eurovision și să îl transmită în direct la nivel național. EBU emite o invitație de participare la concurs tuturor membrilor activi. Se așteaptă ca țările care fac parte din „ Big Five ” și țara gazdă să li se aloce automat un loc în finala concursului, în timp ce toate celelalte țări vor fi plasate într-una dintre cele două semifinale.

### Semifinala 1
| #  | Țară          | Artist              | Cântec                         | Traducere                           | Limbă                | Loc | Puncte |
| -- | ------------- | ------------------- | ------------------------------ | ----------------------------------- | -------------------- | --- | ------ |
| 1  | Islanda       | Væb                 | Róa                            | Vâslește                            | islandeză            | 6   | 97     |
| 2  | Polonia       | Justyna Steczkowska | Gaja                           | Gaia                                | poloneză, engleză    | 7   | 85     |
| 3  | Slovenia      | Klemen              | How Much Time Do We Have Left? | Cât timp ne-a mai rămas?            | engleză              | 13  | 23     |
| 4  | Estonia       | Tommy Cash          | Espresso Macchiato             | Espresso Macchiato                  | engleză, italiană    | 5   | 113    |
| 5  | Ucraina       | Ziferblat           | Bird of Pray                   | Pasărea rugăciunii (joc de cuvinte) | engleză, ucraineană  | 1   | 137    |
| 6  | Suedia        | KAJ                 | Bara Bada Bastu                | Doar pentru (a face) baie la saună  | suedeză¹, finlandeză | 4   | 118    |
| 7  | Portugalia    | Napa                | Deslocado                      | Deplasat                            | portugheză           | 9   | 56     |
| 8  | Norvegia      | Kyle Alessandro     | Lighter                        | Brichetă                            | engleză              | 8   | 82     |
| 9  | Belgia        | Red Sebastian       | Strobe Lights                  | Lumini Stroboscopice                | engleză              | 14  | 23     |
| 10 | Azerbaidjan   | Mamagama            | Run With U                     | Aleargă cu tine                     | engleză              | 15  | 7      |
| 11 | San Marino    | Gabry Ponte         | Tutta l'Italia                 | Toată Italia                        | italiană             | 10  | 46     |
| 12 | Albania       | Shkodra Elektronike | Zjerm                          | Foc                                 | albaneză             | 2   | 122    |
| 13 | Țările de Jos | Claude              | C'est la vie                   | Asta e viața                        | franceză, engleză    | 3   | 121    |
| 14 | Croația       | Marko Bošnjak       | Poison Cake                    | Prăjitură cu otravă                 | engleză              | 12  | 28     |
| 15 | Cipru         | Theo Evan           | Shh                            | Shh                                 | engleză              | 11  | 44     |

¹în suedeza finlandeză, mai ales în subdialectul ostrobotnic Vörå. De asemenea include și un cuvânt repetat în finlandeză.

### Semifinala 2
| #  | Țară       | Artist           | Cântec                  | Traducere                 | Limbă                      | Loc | Puncte |
| -- | ---------- | ---------------- | ----------------------- | ------------------------- | -------------------------- | --- | ------ |
| 1  | Australia  | Go-Jo            | Milkshake Man           | Omul cu milkshake-uri     | engleză                    | 11  | 41     |
| 2  | Muntenegru | Nina Žižić       | Dobrodošli (Добродошли) | Bun venit                 | muntenegreană              | 16  | 12     |
| 3  | Irlanda    | Emmy             | Laika Party             | Laika petrece             | engleză                    | 13  | 28     |
| 4  | Letonia    | Tautumeitas      | Bur man laimi           | Fă-mă fericită            | letonă                     | 2   | 130    |
| 5  | Armenia    | Parg             | Survivor                | Supraviețuitor            | engleză, armeană           | 10  | 51     |
| 6  | Austria    | JJ               | Wasted Love             | Iubire irosită            | engleză                    | 5   | 104    |
| 7  | Grecia     | Klavdia          | Asteromáta (Αστερομάτα) | Constelații               | greacă                     | 4   | 112    |
| 8  | Lituania   | Katarsis         | Tavo akys               | Ochii tăi                 | lituaniană                 | 6   | 103    |
| 9  | Malta      | Miriana Conte    | Serving                 | Servind                   | engleză, malteză           | 9   | 53     |
| 10 | Georgia    | Mariam Shengelia | Freedom                 | Libertate                 | georgiană, engleză         | 15  | 28     |
| 11 | Danemarca  | Sissal           | Hallucination           | Halucinație               | engleză                    | 8   | 61     |
| 12 | Cehia      | Adonxs           | Kiss Kiss Goodbye       | Sărut, sărut, la revedere | engleză                    | 12  | 32     |
| 13 | Luxemburg  | Laura Thorn      | La poupée monte le son  | Păpușa mărește sunetul    | franceză                   | 7   | 62     |
| 14 | Israel     | Yuval Raphael    | New Day Will Rise       | O nouă zi va răsări       | engleză, ebraică, franceză | 1   | 203    |
| 15 | Serbia     | Princ            | Mila (Мила)             | Dragă                     | sârbă                      | 14  | 28     |
| 16 | Finlanda   | Erika Vikman     | Ich komme               | Vin                       | finlandeză, germană        | 3   | 115    |

### Finala
| #  | Țară          | Artist              | Cântec                       | Traducere                           | Limbă                      | Loc | Puncte |
| -- | ------------- | ------------------- | ---------------------------- | ----------------------------------- | -------------------------- | --- | ------ |
| 1  | Norvegia      | Kyle Alessandro     | Lighter                      | Brichetă                            | engleză                    | 18  | 89     |
| 2  | Luxemburg     | Laura Thorn         | La poupée monte le son       | Păpușa mărește sunetul              | franceză                   | 22  | 47     |
| 3  | Estonia       | Tommy Cash          | Espresso Macchiato           | Espresso Macchiato                  | engleză, italiană          | 3   | 356    |
| 4  | Israel        | Yuval Raphael       | New Day Will Rise            | O nouă zi va răsări                 | engleză, ebraică, franceză | 2   | 357    |
| 5  | Lituania      | Katarsis            | Tavo akys                    | Ochii tăi                           | lituaniană                 | 16  | 96     |
| 6  | Spania        | Melody              | Esa Diva                     | Acea divă                           | spaniolă                   | 24  | 37     |
| 7  | Ucraina       | Ziferblat           | Bird of Pray                 | Pasărea rugăciunii (joc de cuvinte) | engleză, ucraineană        | 9   | 218    |
| 8  | Regatul Unit  | Remember Monday     | What the Hell Just Happened? | Ce naiba s-a întâmplat?             | engleză                    | 19  | 88     |
| 9  | Austria       | JJ                  | Wasted Love                  | Iubire irosită                      | engleză                    | 1   | 436    |
| 10 | Islanda       | Væb                 | Róa                          | Vâslește                            | islandeză                  | 25  | 33     |
| 11 | Letonia       | Tautumeitas         | Bur man laimi                | Fă-mă fericită                      | letonă                     | 13  | 158    |
| 12 | Țările de Jos | Claude              | C'est la vie                 | Asta e viața                        | franceză, engleză          | 12  | 175    |
| 13 | Finlanda      | Erika Vikman        | Ich komme                    | Vin                                 | finlandeză, germană        | 11  | 196    |
| 14 | Italia        | Lucio Corsi         | Volevo essere un duro        | Voiam să fiu un dur                 | italiană                   | 5   | 256    |
| 15 | Polonia       | Justyna             | Gaja                         | Gaia                                | poloneză, engleză          | 14  | 156    |
| 16 | Germania      | Abor & Tynna        | Baller                       | Shooter                             | germană                    | 15  | 151    |
| 17 | Grecia        | Klavdia             | Asteromáta (Αστερομάτα)      | Constelații                         | greacă                     | 6   | 231    |
| 18 | Armenia       | Parg                | Survivor                     | Supraviețuitor                      | engleză, armeană           | 20  | 72     |
| 19 | Elveția       | Zoë Më              | Voyage                       | Călătorie                           | franceză                   | 10  | 214    |
| 20 | Malta         | Miriana Conte       | Serving                      | Servind                             | engleză, malteză           | 17  | 91     |
| 21 | Portugalia    | Napa                | Deslocado                    | Deplasat                            | portugheză                 | 21  | 50     |
| 22 | Danemarca     | Sissal              | Hallucination                | Halucinație                         | engleză                    | 23  | 47     |
| 23 | Suedia        | KAJ                 | Bara Bada Bastu              | Doar pentru (a face) baie la saună  | suedeză¹, finlandeză       | 4   | 321    |
| 24 | Franța        | Louane              | Maman                        | Mamă                                | franceză                   | 7   | 230    |
| 25 | San Marino    | Gabry Ponte         | Tutta l'Italia               | Toată Italia                        | italiană                   | 26  | 27     |
| 26 | Albania       | Shkodra Elektronike | Zjerm                        | Foc                                 | albaneză                   | 8   | 218    |